# نورمنتون، یورک‌شر غربی
latitudeنورمنتون، یورک‌شر غربیlongitudeنورمنتون، یورک‌شر غربی

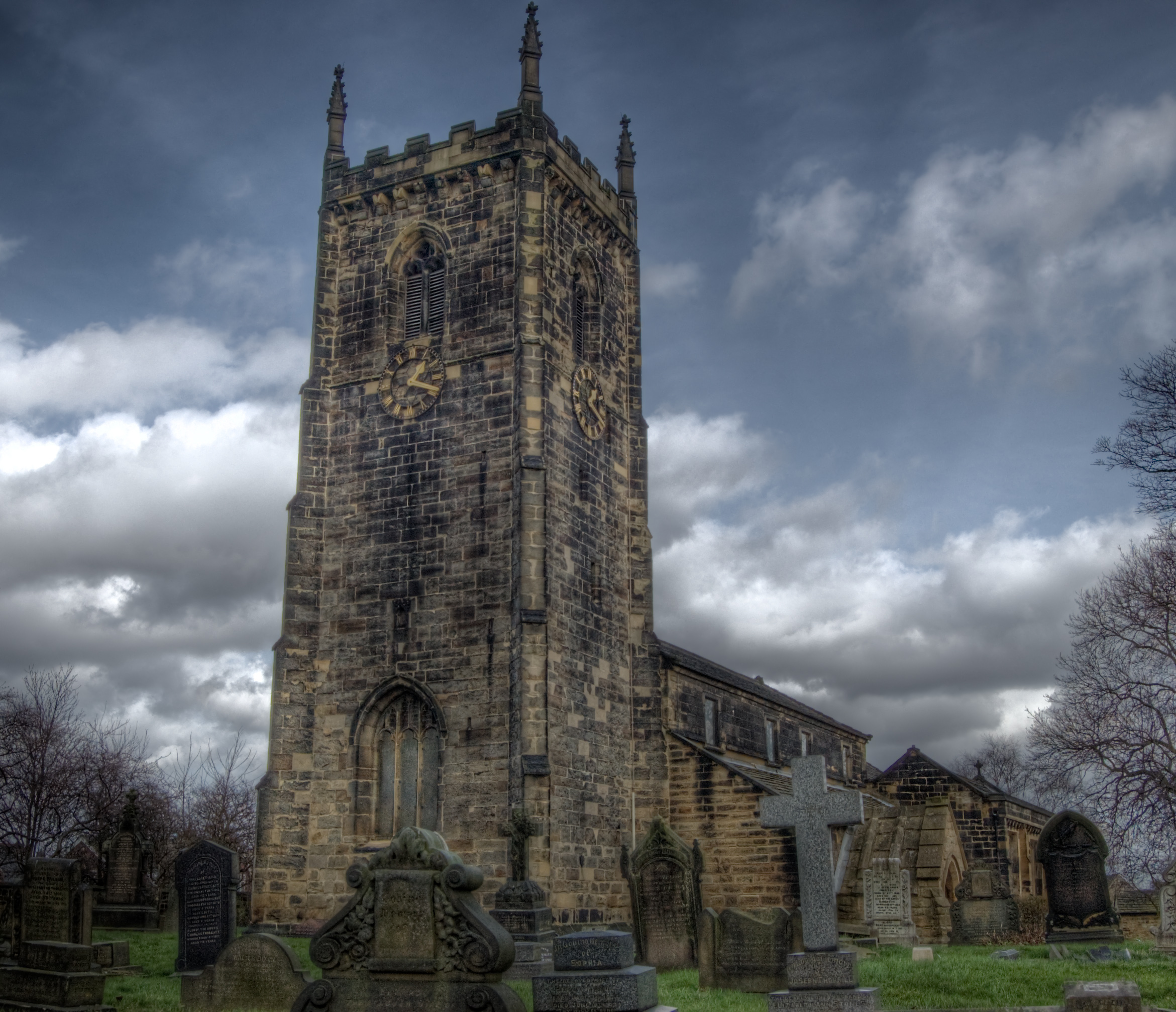
کلیسای نورمنتون

نورمنتون، یورک‌شر غربی (به انگلیسی: Normanton, West Yorkshire) یک شهرک در بریتانیا است که در یورکشر غربی واقع شده‌است.

## خصوصیات
نورمنتون ۲۰٬۸۷۲ نفر جمعیت دارد.